# 鏡山旧錦絵
『鏡山旧錦絵』（かがみやまこきょうのにしきえ）とは、歌舞伎の演目のひとつ。天明2年（1782年）1月に江戸外記座で初演された人形浄瑠璃『加々見山旧錦絵』の一部を歌舞伎として脚色したもの。現行の文楽と同様、『加賀見山旧錦絵』の外題で上演されることもある。通称『鏡山』（かがみやま）。

## あらすじ
（この芝居は古くはいろいろな芝居に組み込まれて演じられており、それにより人物の設定や内容もその都度変わっている。現行の歌舞伎においても東京と上方とでは場割りや演出等に違いがあるが、以下は現行で上演される東京式での内容を、『名作歌舞伎全集』第十三巻所収の台本をもとに紹介する）
（別当所竹刀打ちの場）源頼朝の息女大姫は、いいなづけの源義高が処刑されたことを悲しみ、義高の菩提を弔おうと出家を遂げることになった。鎌倉初瀬寺での参詣を終え、ひとまずその別当所において大姫とそれに付き従う中老尾上、局岩藤の一行は休息している。大姫は義高より贈られた念持仏「旭の尊像」を、義高供養のためにしかるべき寺に収めるよう、尾上に預けた。だが傍で見ていた岩藤はそれが気に入らず、尾上に言いがかりをつけついには竹刀での勝負をせよという。大姫の供としてこの場にいた侍の庵崎求女は、岩藤を諌めるが聞き入れない。尾上はもともと町人の娘で武芸の心得はなかった。それを知っていてわざと勝負せよという岩藤、困惑する尾上。

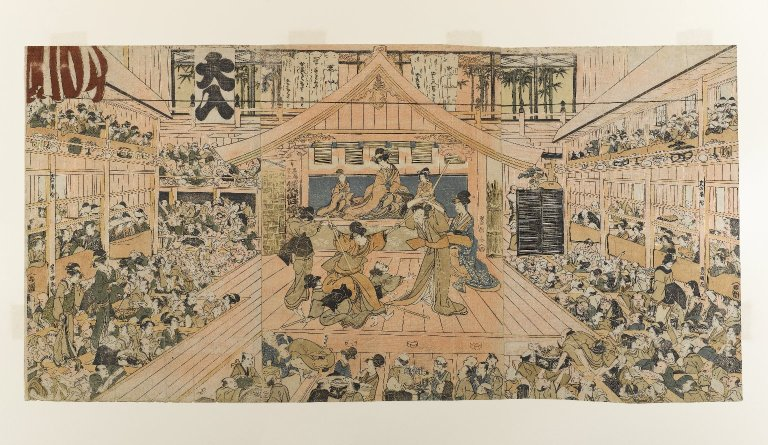
「竹刀打ち」の場。舞台左側の大臣柱には「鏡山旧錦（絵）」という文字があるが、実際の舞台を写したのではない見立絵と見られる。初代歌川豊国画。

とそこへ出てきたのは、尾上に仕える下女のお初であった。お初は主の尾上に代わって自分がその勝負を受けると言い勝負に及び、岩藤付きの腰元たちと岩藤を竹刀で打ち負かす。尾上は出すぎたことと表向きはお初を叱るも、内心ではお初の働きを喜ぶ。しかし岩藤はこれにより、尾上に対していよいよ憎悪の炎を燃え上がらせるのであった。
（殿中草履打ちの場）頼朝の命により、大姫の出家の導師として大覚禅師が選ばれ、その労によって禅師に蘭奢待の名木が下されることになった。禅師に蘭奢待を渡す役目を仰せつかった剣沢弾正が上使として、奥御殿に蘭奢待を受け取りに来る。その蘭奢待の香木は、尾上が預かり持っていた。
局の岩藤も同席する中、尾上が弾正の前に香木の入った箱を差し出した。弾正は箱を開けて中身を改めるが、尾上に今一度中身を改めよと箱をつき返す。不審ながらも箱の中身を改める尾上だったが、中を見て仰天する。なんと中に入っていたのは、香木蘭奢待にあらずして草履の片しではないか。その草履とはじつは、岩藤の使っている上草履であった。岩藤は尾上が蘭奢待を盗み、自分にその罪を擦り付けるために草履とすり替えたのであろうと尾上を責め、ついにはその草履でもって尾上を散々に殴る。尾上は、無念さをこらえながらその草履を懐にして、自分の部屋へと無言で下がった。
（尾上部屋の場）お初は主の尾上の部屋で、出迎える仕度も済ませて尾上を待っている。
日も暮れて、尾上が奥御殿より下がり戻ってきた。しかし尾上の顔色も悪く憔悴した様子に、出迎えたお初は案じるが、尾上は岩藤に草履で殴られたことはいわず、言葉を紛らして自分の部屋に入った。
お初は尾上を案じつつも、茶を入れたり尾上の肩を揉んだりする。話をするうちに『忠臣蔵』のことについて話が及び、塩冶判官が高師直に殿中で刃傷に及んだのは短慮であるとお初は述べる。やがて煎じ薬を上げようとお初がその場をはずした間、尾上は硯箱と紙を出して何かを書きつけ始めたが、じつはそれは里の親宛の書置きであった。尾上は岩藤より受けた恥辱に耐えかね、自害する覚悟をしたのである。お初は尾上の前に薬を差し出したが、尾上は書置きと草履を文箱に入れ、親里に届けるよう命じた。もちろん文箱の中身については伏せている。お初はもう暗いしその文箱は明日届けてはというが、尾上は今すぐ届けよと厳しく言い付けるので致し方なく、余所行きに着替えて気がかりながらも出かけてゆく。それを見送った尾上は、自分に心から仕えるお初や里の両親に自害することを詫び、嘆きつつ仏間へとは入るのだった。

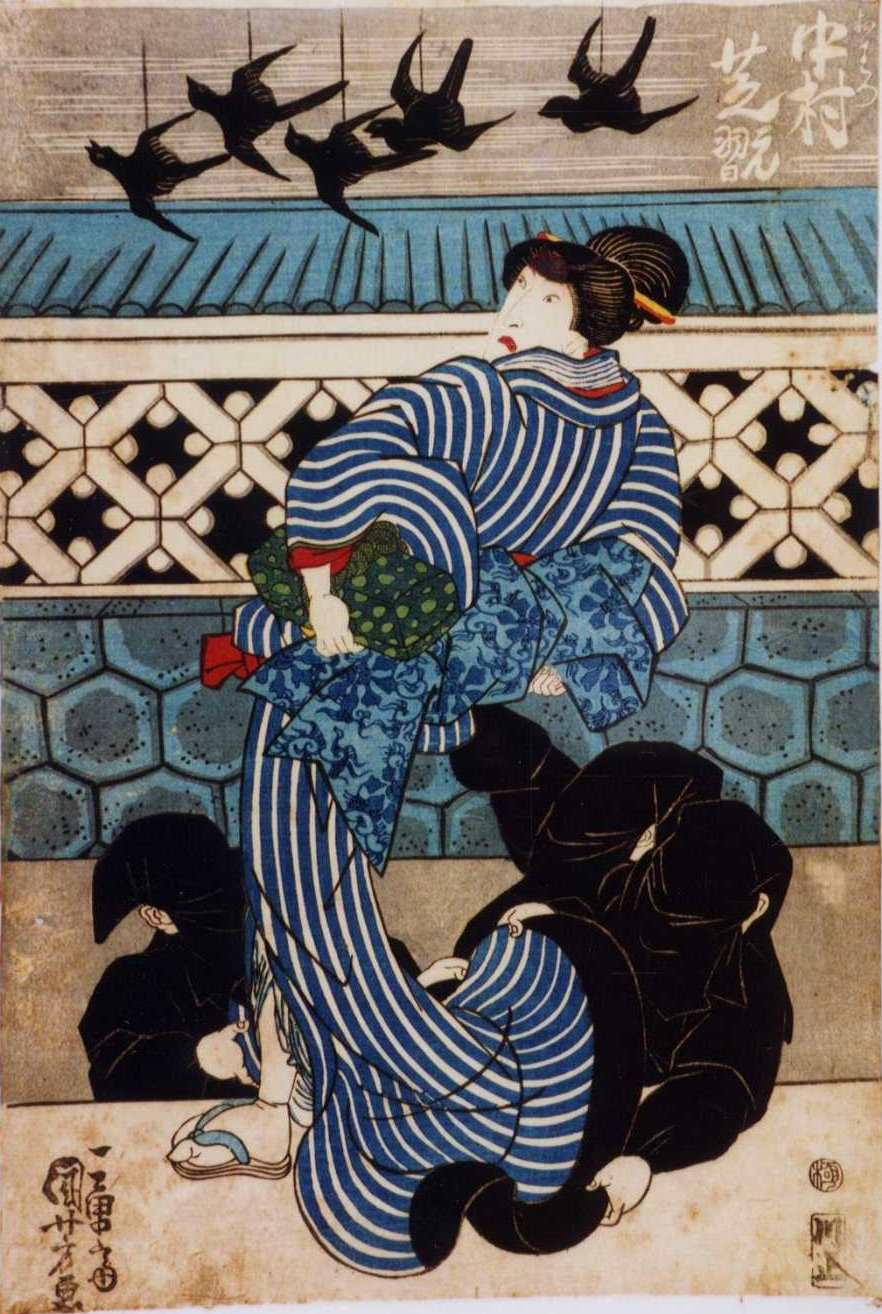
尾上の実家に文箱を届けに行くお初が夜道で烏の啼き声を聞き、あるじ尾上の身の上を案じる「烏啼き」の場面。天保3年（1832年）江戸中村座の『桜時女行列』（さくらどきおんなぎょうれつ）、二代目中村芝翫のおはつ。三人の黒衣が付いているのは「人形振り」をあらわす。歌川国芳画。

（塀外烏啼きの場）お初は尾上の実家に向かおうとするが、あとに残した尾上のことがどうにも気がかりでならない。箱提灯を持って道案内させる中間も縁起の悪いことばかりいうので、お初は途中で中間を帰らせひとり道を行くことにした。しかしさらに烏の啼く声を聞き、いよいよ縁起の悪さに胸騒ぎを覚える。するとそこへ走って来たのは、牛嶋主税と奴の伊達平（牛嶋主税は岩藤の弟で悪人方、伊達平は庵崎求女の家来で善人方である）。主税は蘭奢待の香木を入れた箱を持ち、伊達平はそれを追いかけていたのであった。主税と伊達平は香木の入った箱を取り合ううち、それにお初も巻き込まれて文箱と香木の箱が取り違えられ、とうとう文箱の中身は飛び出してしまう。書状の上書きには書置きの文字、そしてそれに添えられた草履。それらを見たお初は仰天し「コリャこうしてはいられぬわいの」と、書置きと草履を手にし大急ぎで尾上のもとへと引き返す。
（尾上部屋自害の場）だがそのころ尾上の部屋では、尾上が懐剣で自らの喉を突いていた。そこに現れたのは局の岩藤。断末魔の尾上が抵抗するも、岩藤は尾上を蹴飛ばして旭の尊像を奪い、その場を去った。
お初は大急ぎで尾上の部屋にたどり着くが、全てはあとの祭りであった。尾上は、岩藤が尊像を奪っていったと言い残し絶命する。お初はじつは尾上が、御殿で岩藤から恥辱を受けたことを聞いており、『忠臣蔵』の話をしたのも、あるじ尾上に短慮なことしないようにと、それとなく諌めたつもりであった。お初は嘆きつつも、尾上の死骸を片付け、自害に使った懐剣を握ってこの上はあるじ尾上の仇である岩藤を討たずにはおくものかと決意する。表では雷が響き、雨が降り出していた。
（奥庭仕返しの場）雨の降る御殿の奥庭に、傘をさして岩藤はいた。そこへお初が声を掛ける。じつは主人尾上が急に具合を悪くしたので、岩藤に様子を見舞ってほしいという。だが岩藤はその場で頭痛がするので行けないと仮病を使う。それを見たお初は、頭痛の治るよいお守りがあると言い、例の草履を岩藤の頭の上に乗せた。岩藤は怒り、草履でもってお初を散々に殴る。するとそのはずみで、岩藤が隠し持っていた旭の尊像が落ちた。お初はそれをすばやく奪い取り、いまこそあるじ尾上の恨みうけてみよと岩藤と争い、とど斬り殺してその死骸を草履で打つのであった。とそのとき庵崎求女が腰元たちを引き連れあらわれた。お初は旭の尊像と尾上の書置きを求女に差し出し、自害しようとするが止められる。岩藤はお家を揺るがす悪人の一味であると露見し、お初はその忠義と働きにより、二代目の尾上として取り立てられお家に仕えることになったのだった。
（補記　『名作歌舞伎全集』の台本は内容の上でいろいろと齟齬があり、たとえば「塀外烏啼きの場」は「足利塀外烏啼の場」と本来はなっている。頼朝息女大姫が出てくるのなら「足利」では明らかに「世界」が違うし、「奥庭仕返しの場」の最初においても、「調伏の人形」なるものが何の説明もなしにいきなり出てくるのだから、はじめてこの台本を読む者は混乱するであろう。おそらくはそれまで上演された台本を取り合わせて用い、内容を修正しなかったからだと見られるが、上で紹介したあらすじではそうした点はあえて伏せ、筋を追うだけにしている）

## 解説
『名作歌舞伎全集』所収の台本には、じつは「別当所竹刀打ちの場」の前に「初瀬寺花見の場」が収録されている。この芝居は古くはその序幕として、「花見」という場が必ず出されており、そこでは花見どきの寺社の参詣に訪れた尾上や岩藤、またそれに従う腰元たちなどがずらりと舞台に並び、善人悪人交えてのやり取りがあった。しかし上でも述べたように、この芝居は古くは演じられるたびにその内容を変えており、「花見」の場所も「初瀬寺」だったり「浅草寺」だったりと一定していない。また「花見」の場は現行の東京式では上演が絶えており、『名作歌舞伎全集』所収の「初瀬寺花見の場」もほんの申し訳程度に筋を追うだけの簡略な内容なので、そのあらすじについては省略した。なお上方式の上演では「花見」の場は現在も出されているが、「竹刀打ち」の場は出さないことになっている。
本作は義太夫浄瑠璃の『加々見山旧錦絵』の中の六段目と七段目を脚色したものであるが、その内容は浄瑠璃のものとはいろいろと相違している。これは歌舞伎にいわゆる鏡山物として取り入れられてのち、尾上の仇である岩藤をお初が討つという話は大筋においては変わっていないものの、人物の設定や演出などはその都度書き替えられ、それが近代以降に内容が固まって現在にまで伝えられたものである。外題についても『鏡山旧錦絵』という外題で演じられるようになったのは明治以降のことであり、それ以前は演じるたびに外題も変わるのが常であった。それは違う芝居の一部として、この鏡山物のくだりが演じられていたからである。ただしこれは江戸でのことであり、上方においては江戸時代から『加賀見山旧錦絵』の外題で演じられている。
この芝居の特色は出てくる役の多くが武家の奥勤めの女たちであり、立役すなわち男の役は庵崎求女や剣沢弾正など出番も少なく限られている。いわば女を演じる女形の活躍する芝居であるともいえるが、岩藤の場合は加役、すなわち立役の役者が演じる場合が多い。普段は立役を勤める役者が演じることによって、険のある憎々しげな女の敵役として演じられるものであり、その点は歌舞伎の『伽羅先代萩』の八汐と同じである。なお岩藤だけではなく、岩藤つきの腰元たちもやはり立役から出るのが例となっている。しかしこの岩藤という役はただ憎らしいというだけではなく、色気もある程度必要とされる。それは「花見」の場に原作の浄瑠璃と同様、岩藤が若侍に惚れて口説くなどといった場面があったからだという。また『伽羅先代萩』の八汐よりも、役としては岩藤のほうがずっと格が上であるともされている。
この岩藤に対する尾上は辛抱役である。岩藤に蘭奢待を盗んだだろうと責められ、ついには草履でもって殴られるという恥辱を受けて結局言葉を返すことが出来ず、自害するまでに追い詰められる。女形として発散できるところの無い役といわれる。岩藤に草履で殴られたあと花道を経て引っ込むが、その次の「尾上部屋」の出番まで実際に一言も口を聞かず、うなだれていなければならないといわれるほど気を使う役である。役の性根としては娘役のつもりで演じるべきだと二代目坂東秀調は説いている。この二代目秀調から五代目中村歌右衛門は尾上について教えを受け、さらにその五代目の型は六代目歌右衛門に伝わった。
| 「竹刀打ち」の場。お初は岩藤を打ち負かすも、あるじの尾上に出過ぎたことと表向きは叱られる。右より三代目坂東三津五郎の岩ふじ、五代目瀬川菊之丞のおのへ、五代目岩井半四郎のおはつ。文政9年（1826年）3月江戸市村座、『江戸仕入雛行列』（えどじいれひなのぎょうれつ）。二代目歌川豊国画。 |  | 「竹刀打ち」の場。お初は岩藤を打ち負かすも、あるじの尾上に出過ぎたことと表向きは叱られる。右より三代目坂東三津五郎の岩ふじ、五代目瀬川菊之丞のおのへ、五代目岩井半四郎のおはつ。文政9年（1826年）3月江戸市村座、『江戸仕入雛行列』（えどじいれひなのぎょうれつ）。二代目歌川豊国画。 |
| 「竹刀打ち」の場。お初は岩藤を打ち負かすも、あるじの尾上に出過ぎたことと表向きは叱られる。右より三代目坂東三津五郎の岩ふじ、五代目瀬川菊之丞のおのへ、五代目岩井半四郎のおはつ。文政9年（1826年）3月江戸市村座、『江戸仕入雛行列』（えどじいれひなのぎょうれつ）。二代目歌川豊国画。 |  | |

それに比べて下女のお初は、しどころの多い役といえる。「竹刀打ち」では、岩藤に「誰が許してここに来た」と質されながらもあるじ尾上についての申し開きをし、さらに自分が主人に成り代わり相手をすると願い出て、まず岩藤つきの腰元たちとの立ち合いでことごとく打ち負かし、さらにそれを見ていた岩藤と直接対決してこれも打ち負かす。いっぽうこの様子に尾上は「慮外者め」とお初を叱り扇でうちすえるが、じつは岩藤には見えないよう、お初ではなく自分の膝をうつのが型となっており、内心ではよくやったと喜んでいるのが腹である。
「尾上部屋」は、古くはこの場の前に「長廊下」の場を出しており、上方式では現在でもこの「長廊下」の場がある。原作の浄瑠璃『加々見山旧錦絵』と同じく、奥御殿と奥女中たちの暮らす長局とをつなぐ廊下である。『名作歌舞伎全集』の台本では、幕が開いて最初に「尾上部屋」を見せたあと廻り舞台で「長廊下」に場面が変わり、尾上をお初が出迎えることがあってまた舞台が廻り、もとの「尾上部屋」の場に戻るが、現在の東京式では「長廊下」は「尾上部屋」の場の中に含めており、花道を長廊下に見立ててお初が尾上を出迎える段取りとなっている。なお「草履打ち」で最後に尾上が引っ込むくだりと「尾上部屋」では現在、芝居に竹本を用いているが、古くは竹本を使わずに演じられていた。これは嘉永3年（1852年）3月に市村座で上演された『隅田川対高賀紋』（すみだがわついのかがもん）で使って以来のことだという。
お初が尾上に命じられ、その実家にそれとは知らずに遺書を届けに行く「烏啼き」の場では、中間を帰してひとりになったお初に、牛嶋主税と奴の伊達平も追いつ追われつしながら出てきて、とど本舞台でこの三人の「だんまり」となる。ただし古くはこの場も、鏡山物が違う芝居の一部として演じられたことにより主税や伊達平ではなく、ほかの筋に関わる人物たちが登場し、それにお初が巻き込まれるというパターンであった。
ふたたび舞台が「尾上部屋」に戻り、尾上が尊像を奪われたことを駆けつけたお初に言い残し絶命したあと、お初が嘆きつつも死骸を片付け、あるじの仇を討たずにおくものかというくだりは、『仮名手本忠臣蔵』四段目の城明け渡しの大星由良助ばりに、尾上が自害に使った懐剣を持ちながら決意するという芝居を見せる。幕切れは、『名作歌舞伎全集』では松の木にからむ藤の花を仇の岩藤に見立てて切りつけ、その拍子に縁側からころげ落ちる様子を見せて幕となるが、これは「尾上部屋」が二重舞台の場合に出来ることであり、現在の東京式ではたいていが歌右衛門系の平舞台の大道具なので、この型は行われていない。ほかには敵役の腰元があらわれお初にからむがそれを投げ、組み敷きながら幕となる型も古くにはあった。なお上方式では幕切れ直前に中間がひとり舞台に出てきて、その着ていた饅頭笠と油合羽をお初が奪い、花道を経て引っ込み幕、という型がある。次の場の「奥庭」では、岩藤に声をかけるお初が饅頭笠と油合羽を着ているからである。
雨の降る「奥庭」では蛇の目傘をさしている岩藤をお初が呼びとめ、尊像を取り返してからは岩藤とお初ふたりの立ち回りとなるが、このとき「八千代獅子」という下座音楽を使うのは、この岩藤を当り役とした初代尾上松助の工夫によるものと伝わる。岩藤の持った傘を殺陣のなかで使い、下座やツケにあわせて見得を切るなど様式的な立ち回りを見せる。最後に岩藤はとどめを刺されるが、その前にドロドロの下座にあわせて幽霊のしぐさを見せるのは、文化11年（1814年）3月に市村座で初演された『隅田川花御所染』において上演したときの型が伝わったものだという。